# Małgorzata Szejnert
Małgorzata Szejnert (ur. 28 kwietnia 1936 w Warszawie) – polska dziennikarka i pisarka.

## Życiorys
Urodziła się w rodzinie Edmunda Szejnerta, nauczyciela języka polskiego, i Reginy z domu Biernackiej. Dzieciństwo spędziła w Sieradzu. W 1939 przeprowadziła się wraz z rodzicami do Białej Podlaskiej.
Od 1948 uczyła się w Liceum Ogólnokształcącym Żeńskim im. Emilii Plater w Białej Podlaskiej. W 1953 podjęła studia na Wydziale Dziennikarstwa Uniwersytetu Warszawskiego. Po ukończeniu studiów w 1958 pracowała w dziale miejskim „Kuriera Polskiego”, a następnie w „Tygodniku Demokratycznym”. W drugiej połowie lat 70. kierowała działem reportażu w tygodniku „Literatura”. W sierpniu 1980 pomagała w redagowaniu biuletynu strajkowego w Stoczni im. Warskiego w Szczecinie. Po ogłoszeniu stanu wojennego współpracowała z prasą podziemną. W 1984 wyjechała do Stanów Zjednoczonych, gdzie pracowała w Nowym Dzienniku. Powróciła do kraju w 1986. Była współzałożycielką „Gazety Wyborczej”, gdzie przez kilkanaście lat prowadziła dział reportażu.
Debiutowała w 1972 książką o Amerykańskiej Polonii Borowiki przy ternpajku. Jest także m.in. autorką książki Czarny ogród o katowickich dzielnicach: Giszowcu i Nikiszowcu wydanej w 2007 roku. Książka ta została laureatką Nagrody Mediów Publicznych COGITO oraz „Górnośląskiego Tacyta”, a także znalazła się w finałach Nagrody Literackiej Nike, Nagrody Literackiej Gdynia i środkowo-europejskiej nagrody literackiej „Angelus” w 2008. W lutym 1989 weszła w skład działającej przy Radzie Ochrony Pamięci Walk i Męczeństwa Komisji do spraw Upamiętnienia Ofiar Represji Okresu Stalinowskiego. Autorka ponad 100 rozpraw, artykułów naukowych, recenzji i prac popularnonaukowych.
Jej książka Wyspa klucz otrzymała nominację do Nagrody Literackiej Nike 2010 a książka o Zanzibarze Dom żółwia. Zanzibar otrzymała nominację do Nagrody Literackiej Nike 2012 i znalazła się wśród siedmiu finalistów tej nagrody. Za książkę Usypać góry. Historie z Polesia nominowana do Nagrody im. Ryszarda Kapuścińskiego 2015 za Reportaż Literacki. Książka Usypać góry otrzymała Nagrodę Miesięcznika „Odra” za rok 2015.
Wraz z Romanem Załuskim jest scenarzystką filmu Jeśli się odnajdziemy.
15 października 2021 odsłoniła swoją płytę w oświęcimskiej Alei Pisarzy przy Miejska Biblioteka Publiczna im. Ł. Górnickiego „Galeria Książki” w Oświęcimiu. 

## Twórczość
- Borowiki przy ternpajku, Warszawa: Ludowa Spółdzielnia Wydawnicza, 1972.
- Ulica z latarnią, Warszawa: Ludowa Spółdzielnia Wydawnicza, 1977.
- I niespokojnie tu i tam, Olsztyn: Wydawnictwo Pojezierze, 1980.
- Szczecin: Grudzień-Sierpień-Grudzień, współautor Tomasz Zalewski, Warszawa: NOWA, 1984; Londyn: Aneks, 1986.
- Sława i infamia. Rozmowa z Bohdanem Korzeniewskim, Londyn: Aneks,1988; Warszawa: „Pokolenie”, 1988; Kraków: Wydawnictwo Literackie, 1992
- Śród żywych duchów, Londyn: Aneks, 1990; wyd. II, Warszawa: Znak, 2012 (Nagroda Polskiego PEN Clubu im. Ksawerego Pruszyńskiego, 1990)
- Czarny ogród, Kraków: Społeczny Instytut Wydawniczy Znak, 2007, ISBN 978-83-240-0896-4 (finał Nagrody Literackiej Nike 2008, nominacja do Nagrody Literackiej Gdynia 2008, finał Nagrody „Angelus” 2008).
- Szczecin: Grudzień-Sierpień-Grudzień współautor Tomasz Zalewski, Londyn: Aneks, 1990; Szczecin: Walkowska Wydawnictwo, 2008, ISBN 978-83-924983-2-2 (wydanie III, poszerzone – współautorzy: Michał Paziewski, Adam Zadworny).
- Wyspa klucz, Kraków: Społeczny Instytut Wydawniczy „Znak”, 2009, ISBN 978-83-240-1161-2 (w 2010 r. otrzymała Nagrodę Literacką Gdynia, tzw. Nagrodę Osobną i nominowana do Nagrody Literackiej Nike 2010)
- Dom żółwia. Zanzibar, Kraków: Społeczny Instytut Wydawniczy Znak, 2011, ISBN 978-83-240-1819-2 (w finale Nagrody Literackiej Nike 2012)
- My, właściciele Teksasu. Reportaże z PRL-u, Kraków: Społeczny Instytut Wydawniczy Znak, 2013, ISBN 978-83-240-2121-5.
- Usypać góry. Historie z Polesia, Kraków: Społeczny Instytut Wydawniczy Znak, 2015, ISBN 978-83-240-3287-7 (nominacja do Nagrody im. Ryszarda Kapuścińskiego 2015 za Reportaż Literacki, Nagroda Odry za rok 2015)
- Wyspa Węży, Kraków: Społeczny Instytut Wydawniczy Znak, 2018, ISBN 978-83-240-5358-2

## Ordery i odznaczenia
- Krzyż Oficerski Orderu Odrodzenia Polski (5 czerwca 2014)[12]
- Srebrny Medal „Zasłużony Kulturze Gloria Artis” (11 września 2015)[13]
- Medal ZAiKS-u (2008)[14]